# 수수 페코라로
수수 페코라로(Susú Pecoraro, 1952년 12월 4일 ~ )는 아르헨티나의 배우이다.